# 柏庭清祖
柏庭 清祖（はくてい せいそ）は、室町時代前期の足利将軍家の一族。第3代将軍・足利義満の庶兄か庶弟に当たる。

## 生涯
足利義満の庶兄と庶弟の両説があり、庶兄の場合は4歳上、庶弟の場合は1歳下になる。清祖は足利義詮臨席の下に剃髪して禅僧となり、青山慈永の法を嗣ぎ、渋川幸子の塔所・建仁寺大統庵に住んだ。後にこの中に嘉陰軒を創って隠棲した。応永5年（1398年）6月28日に建仁寺嘉隠軒で死去。享年は45か40。